# Instituto Federal do Amazonas
O Instituto Federal de Educação, Ciência e Tecnologia do Amazonas (IFAM) foi criado mediante integração do Centro Federal de Educação Tecnológica do Amazonas e das Escolas Agrotécnicas Federais de Manaus e de São Gabriel da Cachoeira. Sua Reitoria está instalada em Manaus no bairro do centro. A missão do instituto é promover com excelência a Educação, Ciência e Tecnologia para o desenvolvimento sustentável da Amazônia.
A proposta educacional do IFAM consiste na oferta de cursos de educação básica, profissional e superior, incluindo cursos de pós (lato sensu e stricto sensu) em seus 17 campi no Amazonas. 

## Ensino
O Instituto Federal de Educação, Ciência e Tecnologia do Amazonas (IFAM) é uma instituição de educação básica, profissional, superior, pluricurricular e com 14 campi distribuídos pelo estado, além de um campus avançado em Manacapuru, um campus avançado em Boca do Acre e um Centro de Referência em Iranduba. Atualmente, o IFAM oferece 32 cursos de formação inicial e continuada, 128 cursos técnicos presenciais, 13 cursos técnicos em educação a distância (EaD), 05 cursos de licenciaturas, 04 cursos de bacharelados, 10 cursos tecnológicos, 14 cursos de pós lato sensu e 02 cursos de pós stricto sensu. Conheça as modalidades de ensino oferecidas pelo IFAM e quais campi oferecem os cursos.

### Educação de Jovens e Adultos (EJA)
O Programa Nacional de Integração da Educação Profissional com a Educação Básica na Modalidade de Educação de Jovens e Adultos (Proeja) é voltado para aqueles candidatos acima de 18 anos, e que vão cursar o ensino médio, proporcionando a escolarização para jovens e adultos com a formação profissional. 
Todos estes cursos possuem em seus currículos a obrigatoriedade de 20% de aulas presenciais e 80% de aulas a distancia e estão sustentados na Plataforma MOODLE.
Há, ainda, a oferta de 8 cursos livres on-line na Plataforma MOOC (Massive open online Course), os quais representam uma experiência orientada e colaborativa em parceria com a Rede Tim-Tec/Instituto TIM, entendendo a comunidade virtual como um todo em grande perspectiva de formação.

### Formação Inicial e Continuada (FIC)
Os cursos de Formação Inicial e Continuada (FIC) são cursos de curta duração voltado para o aperfeiçoamento e a qualificação do profissional para o mercado de trabalho, independente do nível de escolaridade. 

### Ensino médio
O ensino médio integrado ao ensino técnico.
A modalidade integrada significa que o ensino garante tanto a formação no ensino médio quanto a formação no ensino técnico, ou seja, o aluno terá aulas das disciplinas do ensino médio em conjunto com as disciplinas do curso técnico no IFAM. O ensino tem a duração de 3 (três) anos e ao final dele, o aluno terá a formação no ensino médio e no curso técnico.

### Ensino técnico
O ensino técnico concomitante ou subsequente ao ensino médio.
A modalidade concomitante permite que o aluno esteja realizando um curso técnico no IFAM, ao mesmo tempo em que cursa o ensino médio em outra instituição de ensino. Nesta modalidade, as disciplinas são exclusivamente técnicas e os cursos têm duração de 2 (dois) anos.
A modalidade subsequente é para alunos que tenham concluído o ensino médio e se candidatam aos cursos técnicos no IFAM. Nesta modalidade, as disciplinas são exclusivamente técnicas e os cursos têm duração de 2 (dois) anos.

### Ensino superior
Os cursos de bacharelado com duração de 3 (três) a 4 (quatro) anos para cursos em geral e 5 (cinco) a 6 (seis) anos para cursos específicos, tendo como foco a formação científica ou humanística, conferindo ao diplomado competências em determinado campo do saber para o exercício de atividade profissional, acadêmica ou cultural, com o grau de bacharel, podendo se especializar por meio dos cursos de pós-graduação.
Os cursos de licenciatura com duração de 3 (três) a 4 (quatro) anos. Os profissionais formados nos cursos de Licenciatura podem ministrar aulas na educação básica (ensino fundamental e médio). A diferença curricular entre o bacharelado e a licenciatura é a presença de matérias de cunho pedagógico nos cursos do segundo tipo. É importante destacar que bacharéis não podem ministrar aulas na educação básica. O aluno formado em licenciatura pode mudar a área de atuação com pós graduações, e tornar-se pesquisador ou começar a atuar na área técnica do curso.
Os cursos de tecnologia com formação especializada em áreas científicas e tecnológicas, tendo a duração de 2 (dois) a 3 (três) anos. O IFAM oferece atualmente 10 cursos tecnológicos. 

### Pós
São cursos voltados àqueles que possuem diploma de curso superior e que desejam aprofundar seus conhecimentos científicos ou técnico-profissional. Dividindo-se em lato sensu e stricto sensu. O primeiro compreende programas de especialização e incluem os cursos designados como MBA (Master Business Administration). Com duração mínima de 360 horas, ao final do curso o aluno obterá certificado e não diploma. Já as pós-graduações stricto sensucompreendem programas de mestrado e doutorado abertos a candidatos diplomados em cursos superiores de graduação. Ao final do curso o aluno obterá diploma.

### Educação a Distância (EaD)
O Sistema EaD no IFAM consiste na oferta de Cursos na Modalidade Educação a Distancia nos diferentes níveis, etapas e outras modalidades da organização da Educação Básica e Educação Superior no Brasil. Atualmente, o IFAM desenvolve a oferta de 10 cursos técnicos na forma concomitante/subsequente vinculados à Rede e-Tec Brasil no âmbito da Secretaria de Educação Profissional e Tecnológica (SETEC) em 14 polos presenciais no Estado do Amazonas.
Em relação à cursos superiores está em percurso o curso de licenciatura em Física pelo Programa Universidade Aberta do Brasil (UAB) vinculado à Coordenação de Aperfeiçoamento de Pessoal de Nível Superior (CAPES).
No tocante à pós, também se encontra em desenvolvimento o curso de pós lato sensu em Formação Pedagógica para Docência na Educação Profissional e Tecnológica, numa articulação interinstitucional entre os Institutos Federais do Amazonas, Acre e Rondônia por meio do Plano de Formação Continuada dos Servidores da Rede Federal PLAFOR/SETEC do Ministério da Educação.

## História do IFAM[2]
Em 29 de dezembro de 2008, foi sancionado o Decreto Lei Nº 11.892, criando trinta e oito Institutos Federais de Educação, Ciência e Tecnologia, dentre eles, o Instituto Federal de Educação, Ciência e Tecnologia do Amazonas (IFAM). Entretanto, a trajetória da Instituição no Amazonas remonta desde o início do século XX como veremos a seguir na linha do tempo.
1909 - O Presidente da República Nilo Peçanha sanciona por meio do Decreto Lei No 7.566, de 23 de setembro, a criação de uma Escola de Aprendizes Artífices, para cada uma das dezenove capitais dos Estados da Federação, possibilitando uma educação profissional primária, pública e gratuita para os pobres e desvalidos da fortuna num Brasil que dava os seus primeiros passos na República.
A Escola de Aprendizes Artífices inaugurou com oficinas de alfaiataria e marcenaria para 14 alunos, tendo funcionado primeiramente na Chácara Afonso de Carvalho, situada na Rua Urucará, no bairro Cachoeirinha. Após a transferência de presos da Casa de Detenção de Manaus, em 1916, o local ficou vago e a Escola de Aprendizes Artífices mudou-se pela primeira vez, tendo a possibilidade de aumentar seu espaço físico e, consequentemente, o número de alunos - total de 95 - matriculados. As aulas eram ministradas nos turnos matutino e vespertino, com cursos de desenho aplicado, ensino primário, oficinas de marcenaria, carpintaria, alfaiataria e ferreiro-serralheiro.
Cerca de 11 anos depois, em 1927, a Escola mudou-se para o Mercado Municipal da Cachoeirinha, onde passou a receber encomendas para a fabricação de produtos nas oficinas.
1937 - Em 13 de janeiro de 1937, por meio da Lei nº 378, a Escola de Aprendizes Artífices de Manaus passa a ser chamada Lyceu Industrial de Manaus. O objetivo era qualificar os filhos dos operários ou dos associados para as artes e os ofícios. É nesse período que surgem as entidades especializadas ao sistema S: O Serviço Nacional de Aprendizagem Industrial (SENAI) e o Serviço Nacional de Aprendizagem comercial (SENAC).
1940 - O Campus Manaus Zona Leste tem suas origens na Escola Agrotécnica Federal de Manaus, que remonta ao Patronato Agrícola Rio Branco criado no então território do Acre em 1923, através do Decreto Lei Nº 16.082, e posteriormente transformado em Aprendizado Agrícola, que por meio do Decreto Lei Nº 2.225, foi transferido para o estado do Amazonas. Em Manaus, o Aprendizado Agrícola foi instalado em 19 de abril de 1941, no local chamado Paredão, hoje atual Estação Naval Rio Negro, ao lado da Refinaria de Manaus, a margem esquerda do rio Negro, passando a se denominar Ginásio Agrícola do Amazonas pelo Decreto Lei Nº 53.558, de 13 de fevereiro de 1964, obedecendo a Lei Nº 4.024/1961. Elevado à categoria de Colégio pelo Decreto Lei Nº 70.513, de 12 de maio de 1972, passa a denominar-se Colégio Agrícola do Amazonas, ano no qual foi transferido para suas atuais instalações na Avenida Cosme Ferreira, Bairro São José Operário, na Zona Leste da cidade.
1942 - A Escola Técnica de Manaus foi criada pelo Decreto-lei nº 4.127, de 25 de fevereiro de 1942, sendo um instituto oficial de ensino profissional, subordinado à Divisão do Ensino Industrial do Ministério da Educação e Saúde. O prédio estava localizado entre a Av. Sete de Setembro e as ruas Duque de Caxias, Ajuricaba e Visconde Porto Alegre. O prédio foi construído no período entre 1938 a 1941. Segundo o Regimento Interno, a finalidade do Instituto era preparar profissionalmente o trabalhador e deixá-los aptos ao exercício de ofícios e técnicos nas atividades industriais, dando a jovens e adultos da indústria, a oportunidade de uma qualificação que aumentasse a eficiência a produtividade.
1965 - Surge a Escola Técnica Federal do Amazonas (ETFA) por meio da Lei 4.759, de 20 de agosto de 1965. Com a expansão do Polo Industrial de Manaus (PIM), logo surgiu a demanda  de mão de obra qualificada  para o preenchimento das vagas nas indústrias instaladas no Amazonas. Desta forma, a ETFA passou a ofertar cursos técnicos em Eletrônica, Mecânica, Eletrotécnica, Química e Saneamento. Depois: Edificações e Estradas. Além disso, o prédio sofreu melhorias em sua infraestrutura, tais como: a construção do prédio do recreio coberto, do ginásio de esportes, da pista de atletismo e da piscina.
A expansão da Rede Federal de Educação foi contemplada no Plano de Desenvolvimento da Educação no governo do presidente José Sarney (1985-1990). E foi através da Portaria Nº 67, do Ministério da Educação, de 6 de fevereiro de 1987, que surgia a primeira Unidade de Ensino Descentralizada (UNED) em Manaus. Esta, entrou em funcionamento em 1992, localizada na Avenida Danilo Areosa, no Distrito Industrial, em terreno cedido pela Superintendência da Zona Franca de Manaus (SUFRAMA).
1993 - Criada com o nome de Escola Agrotécnica Marly Sarney, a Escola Agrotécnica de São Gabriel da Cachoeira foi construída em 1988, através do Convênio Nº 041 celebrado entre a Prefeitura de São Gabriel da Cachoeira e Ministério da Educação, referente ao Processo Nº 23034.001074/88-41. O Campus São Gabriel da Cachoeira tem sua origem num processo de idealização que se inicia em 1985, então no governo do Presidente José Sarney, com Projeto Calha Norte, o qual tinha como objetivo impulsionar a presença do aparato governamental na Região Amazônica, com base na estratégia político-militar de ocupação e defesa da fronteira. Fazendo parte das instituições a serem criadas, a partir de 4 de julho de 1986, pelo Programa de Expansão e Melhoria do Ensino Técnico, implementado pelo governo brasileiro.
A partir de 1987, o Instituto Socioambiental em parceria com a Federação das Organizações Indígenas do Rio Negro vinha assessorando o processo de demarcação e consolidação das terras indígenas, e a partir de 1995 se inicia um processo de questionamentos sobre a forma de atuação e o papel desta Instituição de ensino no novo contexto territorial da região, visto que agora a necessidade das organizações indígenas legalmente constituídas de buscarem formas de gestão de suas terras demarcadas com a identificação de potencialidades econômicas.
Desta forma, em 30 de junho de 1993, o Presidente Itamar Franco, assina a Lei Nº 8.670 que cria a Escola Agrotécnica Federal de São Gabriel da Cachoeira tendo sua primeira Diretoria Pro Tempore, sendo transformada em autarquia através da Lei Nº 8.731, de 16 de novembro de 1993. O início das atividades escolares ocorre em 1995, já no Governo de Fernando Henrique Cardoso, com o ingresso da primeira turma do curso de Técnico em Agropecuária.
2001 - Visando o aprimoramento do ensino, da extensão, da pesquisa tecnológica, além da integração com os diversos setores da sociedade e do saber produtivo implanta-se no Brasil os Centros Federais de Educação Tecnológica. Em 26 de março de 2001, por decreto do presidente Fernando Henrique Cardoso, a Escola Técnica Federal do Amazonas (ETFAM) foi transformada em Centro Federal de Educação Tecnológica do Amazonas (CEFET-AM). É nesse período que o Centro de Documentação e Informação Monhangara foi construído na Unidade Sede. 
2008 - Em 2008, o Estado do Amazonas contava com três instituições federais que proporcionavam aos jovens o Ensino Profissional, sendo: o Centro Federal de Educação Tecnológica do Amazonas (CEFET-AM), que contava com duas Unidades de Ensino Descentralizadas uma no Distrito Industrial de Manaus e outra no Município de Coari; a Escola AgrotécnicaFederal de Manaus e a Escola Agrotécnica Federal de São Gabriel da Cachoeira  que passaram a compor o Instituto Federal de Educação, Ciência e Tecnologia do Amazonas (IFAM). Cada uma autônoma entre si e com seu próprio percurso histórico, mas todas as instituições de referência de qualidade no ensino. Por meio do Decreto Lei Nº 11.892, de  29 de dezembro de 2008, trinta e oito Institutos Federais de Educação, Ciência e Tecnologia foram criados em todo o país.
Num processo que está em constante alteração, o IFAM já conta com 15 Campi, sendo três em Manaus (Manaus Centro, Manaus Distrito Industrial e Manaus Zona Leste), Coari, Lábrea, Maués, Manacapuru, Parintins, Presidente Figueiredo, São Gabriel da Cachoeira, Tabatinga, Humaitá, Eirunepé, Itacoatiara e Tefé proporcionando um ensino profissional de qualidade a todas as regiões do Amazonas. É o IFAM proporcionando a Educação Profissional de qualidade com cursos da Educação Básica até o Ensino Superior de Graduação e Pós-Graduação Lato e Stricto Sensu, servindo a sociedade amazonense e brasileira. 
Atualmente, o IFAM está estabelecido em 23 municípios, sendo três deles, polos de Educação a Distância em Roraima. No primeiro semestre de 2018, a Instituição já soma 25.768 matrículas, segundo a Plataforma Nilo Peçanha, distribuídos em 162 cursos técnicos presenciais, 68 cursos em EaD, 15 tecnólogos, sete Licenciaturas, cinco Bacharelados, duas especializações Lato Sensu e três Mestrados Profissionais. Além disso, contamos com 1.967 servidores em todo o Estado.

## Unidades formadoras

### Centro Federal de Educação Tecnológica do Amazonas
A instituição tem como origem a Escola de Aprendizes Artífices, instalada em 1º de outubro de 1910 na cidade de Manaus, seguindo Decreto Nº 7.566 de 23 de setembro de 1909, assinado pelo então presidente Nilo Peçanha.
Durante o Estado Novo, a Escola ganhou seu espaço definitivo, onde até então, era a Praça Rio Branco. Através do Decreto Nº 4.127/42, passou a denominar-se Escola Técnica Federal de Manaus. Em consequência da Lei Federal Nº 3.552, de 16 de janeiro de 1959, obteve a sua autonomia e pelo Decreto Nº 47.038/59, transformou-se em Autarquia. Em 1965, passou a denominar-se Escola Técnica Federal do Amazonas – ETFAM.
Em 1987 a Escola Técnica Federal do Amazonas expandiu-se e, além de sua sede, na Av. Sete de Setembro no centro da capital, conta com uma Unidade de Ensino Descentralizada (UNED), localizada na Av. Danilo Areosa, no bairro Distrito Industrial.
Através do Decreto Presidencial de 26 de março de 2001, publicado no Diário Oficial da União de 27 de março de 2001, foi implantado o Centro Federal de Educação Tecnológica do Amazonas – CEFET-AM, em razão da transformação da então Escola Técnica Federal do Amazonas.
Em 2007, passou a contar com mais uma unidade de ensino, localizada na cidade de Coari.

### Escola Agrotécnica Federal de Manaus
Através da Lei Nº 11.892 sancionada pelo Presidente Luiz Inácio Lula da Silva no dia 29 de dezembro de 2008, a extinta Escola Agrotécnica Federal de Manaus, passou a condição de Campus do Instituto Federal de Educação, Ciência e Tecnologia do Estado do Amazonas - IFAM, contexto em que passou a denominar-se Instituto Federal de Educação, Ciência e Tecnologia - IFAM, Campus Manaus- zona leste.
A EAFM foi criada pelo Decreto Lei nº. 2.225 de 05/1940, como Aprendizado Agrícola Rio Branco com sede no Estado do Acre. Iniciou suas atividades em 19 de abril de 1941. Transferiu-se para o Amazonas através do Decreto Lei nº. 9.758, de 5 de setembro de 1946, foi elevada à categoria de escola, passando a denominar-se Escola de Iniciação Agrícola do Amazonas, posteriormente passou a ser chamado Ginásio Agrícola do Amazonas.
Em 12 de maio de 1972, foi elevada a categoria de Colégio Agrícola do Amazonas, pelo Decreto nº70.513, ano em que se transferiu para o atual endereço.
Em 1979, através do Decreto nº. 83.935 de 4 de setembro de 1979, recebeu o nome que até hoje vigora: Escola Agrotécnica Federal de Manaus.
Transformou-se em autarquia educacional de regime pela Lei nº. 8.731 de 16 de novembro de 1993 vinculada ao Ministério da Educação e do Desporto, através da Secretaria de Educação Média e Tecnológica, nos termos do art. 2º do anexo I do Decreto Nº. 2.147 de 14 de fevereiro de 1997.

### Escola Agrotécnica Federal de São Gabriel da Cachoeira
A Escola Agrotécnica Federal de São Gabriel da Cachoeira foi criada pela Lei 8.670 de 30 de junho de 1993, sendo transformada em autarquia federal pela Lei 8.731 de 16 de novembro de 1993.
Em 1995 houve o ingresso da primeira turma de Alunos no curso Técnico em Agropecuária.
A partir do ano de 2003, após o I seminário de Educação Profissional do Alto Rio Negro, a Escola Agrotécnica diversificou sua oferta de cursos, criando os cursos Técnicos em Secretariado, Administração, Contabilidade Informática, Meio ambiente e Recursos Pesqueiros.
Objetivando articular ação da escola a outras políticas públicas para o desenvolvimento sustentável da região do Alto Rio Negro. No ano de 2005, com a realização do I Seminário Interinstitucional "Construindo educação indígena na região do Rio Negro" promovido pela FOIRN, iniciou-se o diálogo intercultural e parceria entre a EAFGSC e o movimento indígena organizado.

## Campus
- Campus Manaus Centro - CMC;
- Campus Manaus Distrito Industrial - CMDI;
- Campus Manaus Zona Leste - CMZL;
- Campus São Gabriel da Cachoeira;
- Campus Lábrea;
- Campus Humaitá;
- Campus Coari;
- Campus Maués;
- Campus Parintins;
- Campus Tabatinga;
- Campus Presidente Figueiredo;
- Campus Itacoatiara;
- Campus Eirunepé;
- Campus Manacapuru;
- Campus Tefé;
- Campus Avançado Iranduba;
- Campus Avançado Boca do Acre.